# Compañía Española de Minas de Tharsis
La Compañía Española de Minas de Tharsis fue una empresa española perteneciente al sector de la minería, cuya actividad se desarrolló principalmente en la cuenca minera de Tharsis-La Zarza. Nació como heredera de la antigua empresa británica que había operado las minas de Tharsis desde mediados del siglo XIX. La compañía estuvo activa entre 1978 y 1995, cesando sus operaciones debido a la crisis que vivía entonces el sector.

## Historia

### Creación y primeros años
Desde la segunda mitad del siglo XIX la Tharsis Sulphur and Copper Company Limited, empresa de capital británico, había operado una serie de explotaciones en la cuenca minera de Tharsis-La Zarza con el objetivo de extraer piritas y otros minerales. Hacia 1970 los yacimientos e instalaciones de la zona comenzaron a pasar a manos españolas. En 1972 la sociedad Cros absorbió una parte de sus activos en las minas de Tharsis, asentándose en la región. Estos movimientos tuvieron lugar en un contexto en que el capital extranjero había salido en su mayoría de las explotaciones mineras de la provincia de Huelva. En 1978 se constituyó la «Compañía Española de las Minas de Tharsis». Tras un complejo proceso de compra, la transmisión de los activos y propiedades no se cerró definitivamente hasta el 30 de junio de 1979. La nueva empresa mantuvo las tradicionales operaciones de extracción y traslado del mineral, si bien en la década de 1980 diversificó sus actividades.  

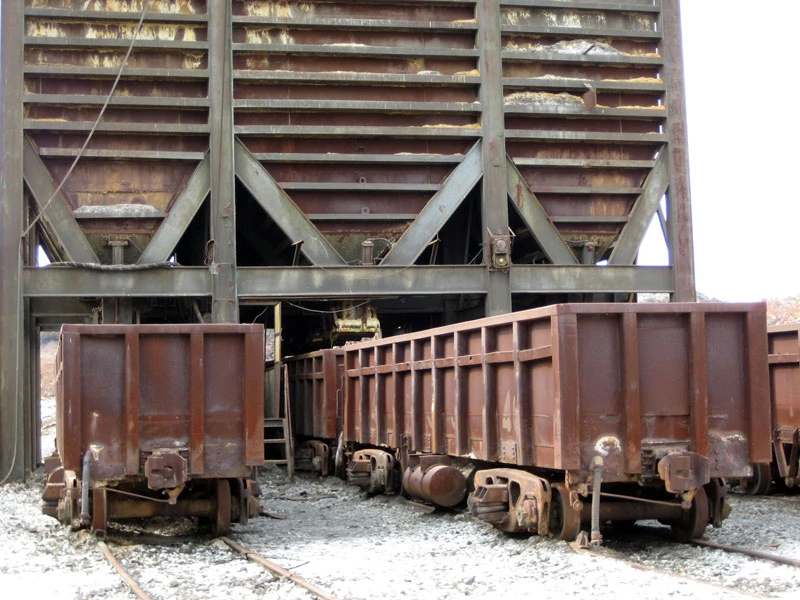
Vista del cargadero de mineral en la antigua estación de Tharsis, el cual prestaba servicio al Filón Norte.

Una parte considerable de la producción de pirita comenzó a ser destinada al Polo químico de Huelva, donde operaban diversas plantas industriales que se nutría en abundancia de las piritas. Debido a esta circunstancia, la empresa RENFE habilitó un enlace que conectaba la línea Gibraleón-Ayamonte con el ferrocarril de Tharsis y llegaba hasta la estación de Corrales. A través de esta improvisada ruta ferroviaria se podían enviar los cargamentos de pirita al Polo Químico de una forma mucho más directa. Para 1987 la compañía de Tharsis constituía el principal vendedor de piritas en España, teniendo un 42,7% de la cuota del mercado nacional. Durante aquellos años su principal cliente fue Fosfórico Español, aunque también sobresalían otros socios, como Cros y la Empresa Nacional de Fertilizantes. La posición de la compañía minera era aún mayor de cara a las exportaciones, pues el 97% de la pirita española que se destinaba al extranjero procedía de Tharsis.
Aquellos años coincidieron con el declive de las minas de Riotinto y otras explotaciones de la provincia, producto de la grave crisis que vivía la minería onubense. La propietaria de Tharsis también se vio afectada por la coyuntura y hubo de hacer frente a diversos conflictos laborales. Sin embargo, ello no fue obstáculo para que esta continuara la diversificación de sus negocios. En 1987 se hizo con el control de la sociedad San Telmo Ibérica Minera y adquirió algunas concesiones mineras en el área de Valdelamusa. Otra iniciativa de esa época se desarrolló en el histórico yacimiento Filón Sur, donde existían reservas de gossan con una gran riqueza en oro y plata. La compañía de Tharsis constituyó una sociedad filial junto a la británica Centurion Corporation para el tratamiento del gossan extraído en esta zona.

### Etapa final
A comienzos de la década de 1990 la situación económica de la compañía había empeorado considerablemente debido a factores externos como la caída de precios en el mercado internacional. En 1991 cesó la explotación de los yacimientos de La Zarza. La principal actividad minera de la compañía se concentró en el área de Filón Norte de Tharsis, en tanto que Filón Sur era vendido a una corporación canadiense. Desde 1993 el mineral dejó de exportarse por mar al extranjero, limitándose sus clientes a las empresas que operaban en el Polo Químico de Huelva. Los continuos déficits hicieron insostenible el negocio, por lo que la compañía terminó cesando sus actividades en diciembre de 1995. La Compañía Española de Minas de Tharsis fue declarada en quiebra el 15 de abril de 1996, tras lo cual entraría en proceso de liquidación. Los trabajadores formaron en su lugar una sociedad anónima laboral, Nueva Tharsis, que recibió los bienes necesarios para continuar con las actividades mineras.

## Organización e instalaciones

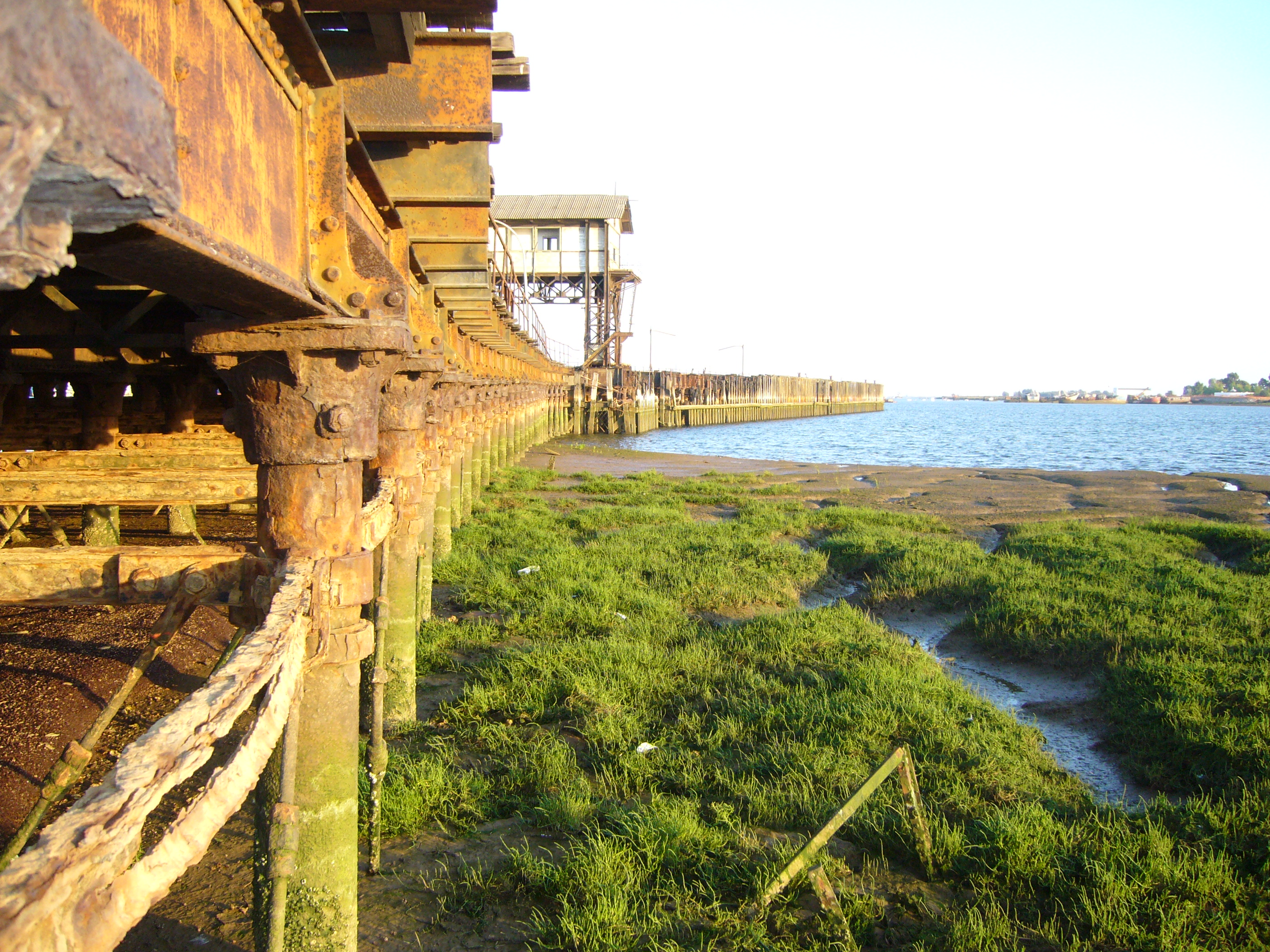
Vista del muelle-embarcadero sobre el río Odiel, ya abandonado.

Las oficinas administrativas de la compañía se encontraban situadas en el núcleo del Pueblo Nuevo de Tharsis, que antaño había acogido a la colonia británica. Por contra, la empresa tenía su sede social en la ciudad de Huelva, sita en el n.º 2 de la Alameda de Sundheim, mientras que en Madrid contaba con una delegación. 
Una parte de las actividades de la compañía se desarrollaban en el Filón Norte de Tharsis, donde existían numerosas instalaciones: talleres, cargadero de mineral, oficinas, etc. Otra parte importante de las explotaciones se encontraba en el núcleo de La Zarza. El mineral dedicado a la exportación salía por la ría de Huelva través de un muelle-embarcadero. Toda esta red de instalaciones estaba enlazada entre sí mediante una línea férrea de vía estrecha, el llamado ferrocarril de Tharsis, que enlazaba las minas con el río Odiel. En Corrales se encontraban situadas una planta de trituración de mineral y una estación de clasificación ferroviaria.

## Fondos archivísticos
En la actualidad los fondos documentales de la compañía se encuentran bajo custodia del Archivo Histórico de las Minas de Tharsis.